# 스마야

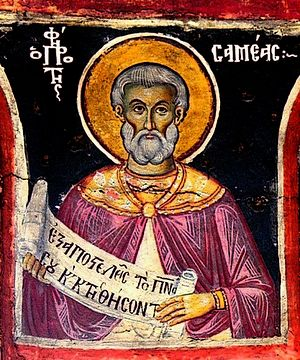

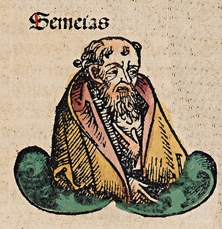

스마야(Shemaiah), 히브리어: שְַׁעְיָת Šəmaʿyā, Samaia in the Septuagint)는 르호보암 통치 시대의 예언자였다(왕상 12:22-24). 그는 동방정교회 전례력에서 1월 8일을 성인으로 공경받고 있다.

## 성경 이야기
열왕기상과 역대하에 따르면, 르호보암과 여로보암이 이스라엘 북쪽 지파를 유다와 베냐민 지파로부터 분리시킨 후 스마야의 개입으로 인해 여로보암 사이의 전쟁이 막혔다. 르호보암 왕은 반역한 열 지파를 강제로 되찾기 위해 18만 명의 군대를 모았다. 스마야는 '하나님의 사람'으로 알려졌는데, 그는 '이 일이 내게로 말미암은 것이라'고 하나님의 말씀으로 예언했는데, 그들은 그들의 형제인 북방 지파들을 치러 올라가지 못할 것이다. 스마야의 말에 순종하여 군대는 물러났다. 펄핏 주석(Pulpit Commentary)은 그의 개입을 "왕국의 분열에도 불구하고 인종의 통일성을 적시에 상기시키는 것"이라고 부른다.
역대하에서는 스마야가 애굽 왕 시삭이 르호보암을 벌할 것을 예언했다고 기록하고 있다.